# Wasserkraftwerk Mill Creek 1
Das Wasserkraftwerk Mill Creek 1, Englisch Mill Creek No.1 hydroelectric plant, ist ein Wasserkraftwerk in Redlands, Kalifornien, das zu den ersten Kraftwerken in den Vereinigten Staaten gehörte, das Dreiphasenwechselstrom erzeugte.

## Geschichte
In Redlands dachten im ausgehenden 19. Jahrhundert lokale Unternehmer darüber nach, wie sie die Kältemaschine einer lokalen Zitrusfruchtlagerhalle mit Energie versorgen könnten. Weil keine lokale Ölquelle zur Verfügung stand, entschieden sie sich für eine elektrische Energieversorgung, die von der 1891 gegründeten die Redlands Electric Light and Power Company übernommen werden sollte. Für die Stromerzeugung sollte der Mill Creek verwendet werden, der 12 km von der Ortschaft entfernt durch eine Schlucht fließt. Um die Elektrizität vom Kraftwerk nach Redlands übertragen zu können, wurde das damals noch in den Kinderschuhen steckende Dreiphasenwechselstrom-System gewählt. Die Elektrizitätsgesellschaft bestellte bei der noch jungen General Electric (GE) zwei Generatoren für das neue System, die von Pelton-Turbinen angetrieben wurden.
Das Kraftwerk ging am 7. September 1893 in Betrieb. Es war eines der ersten Kraftwerke mit zwei Wechselstromgeneratoren, die auf eine gemeinsame Sammelschiene arbeiteten. Es war deshalb auch mit einer frühen Bauform eines Synchronoskops versehen, die es ermöglichte einen neu angelaufenen Generator exakt gleich schnell und in gleicher Phasenlage zu betreiben, bevor er mit dem Energienetz verbunden wurde, das bereits vom anderen Generator versorgt wurde.
Die Energieversorgung war ein Erfolg. Weil die elektrische Energie sehr günstig war, entstanden bald andere Anwendungen neben dem Antrieb der Kühlmaschinen. Die Landwirte benutzten elektrische Wasserpumpen für die Bewässerung der Felder, das lokale Hotel baute einen elektrischen Aufzug ein, und in der Zitrusfruchtverarbeitung wurden elektrische Förderbänder eingeführt. Weiter nutzten Druckereien die neue Energie für den Antrieb der Druckmaschinen, installierten Privathaushalte elektrische Beleuchtungen, und das Gleichstromnetz der Straßenbahn wurde über Umformer mit Energie von Mill Creek versorgt. Die beiden vorhandenen Generatoren genügten bald nicht mehr, sodass wenige Jahre nach der Betriebsaufnahme des Kraftwerks zwei weitere Generatoren aufgestellt wurden, um den steigenden Bedarf zu decken. Weiter wurde das Versorgungsnetz durch die Inbetriebnahme vom Kraftwerk Mill Creek 2 im Jahr 1899 verstärkt.
1902 erfolgte die Übernahme der lokalen Redlands Electric Light and Power Company durch die Edison Electric Company, aus der die Southern California Edison (SCE) entstand. 1903 ging das Kraftwerk Mill Creek 3 in Betrieb. Die drei ursprünglichen Maschinensätze von Mill Creek 1 wurden 1934 außer Betrieb genommen und durch einen einzelnen Generator aus dem Kraftwerk Mill Creek 3 ersetzt, der mit einer neuen Turbine gekuppelt wurde. Es stellte sich heraus, dass die Fallhöhe der Turbine falsch gewählt worden war, sodass der Wirkungsgrad des Maschinensatzes ungenügend war. Ab 1940 wurde die ursprünglich lokal bediente Anlage auf Fernbedienung durch die Kraftwerke Mill Creek No. 1 und 2 umgestellt.
Nach dem Zweiten Weltkrieg wurde die Netzfrequenz des Versorgungsnetzes von 50 Hz auf die in den USA üblichen 60 Hz angehoben und der Generator ersetzt. Die Turbine wurde in der Drehzahl von 515 min−1 auf 400 min−1 hinuntergesetzt, um einen besseren Wirkungsgrad zu erreichen.

## Technik
Die beiden als Außenpolmaschinen ausgeführten Generatoren von 1893 wurden von GE als Typ TY bezeichnet und trugen die Seriennummern 50 und 51. Jeder Generator hatte eine Leistung von 240 kW und erzeugte ein 50-Hz-Dreiphasennetz mit einer Generatorspannung von 2,4 kV. Einer der Generatoren ist im Kraftwerk als Museumsstück erhalten.
Der Generator von 1935, der 2002 noch in Betrieb war, hat eine Leistung von 800 kW und wird von einer Peltonturbinen von Pelton Water Wheel Co. angetrieben, die eine Drehzahl von 400 min−1 hat. Für den Betrieb wird das Unterwasser der Kraftwerke Mill Creek No. 1 und 2 genutzt. Die Fallhöhe beträgt 155 m. Die Druckleitung ist 3265 m lang und hat einen Durchmesser von 30 Zoll (ca. 76 cm).